# Titia de Lange
Titia de Lange (Rotterdam, 11 november 1955) is een Nederlandse celbioloog en geneticus, bekend om haar wetenschappelijk werk over telomeren. De Lange is sinds 1990 verbonden aan de Rockefeller-universiteit in New York waar ze werkzaam is als hoogleraar, hoofd van de Laboratory of Cell Biology and Genetics en directeur van het Anderson Center for Cancer Research.
De Lange's wetenschappelijk werk heeft bijgedragen aan een beter begrip van genoomonderhoud en de ontwikkeling van kankercellen. Haar onderzoekswerk heeft de aandacht gevestigd op de cruciale rol die telomeren spelen bij veroudering en tumorontwikkeling, en daarmee het telomerenonderzoek een belangrijke impuls gegeven.

## Loopbaan
Titia de Lange studeerde biochemie aan de Universiteit van Amsterdam waar ze in 1981 haar mastergraad behaalde met de doctoraalscriptie "Chromatin structure of the human ß-globin gene locus". Na haar studie kreeg ze een onderzoeksaanstelling bij het Nederlands Kanker Instituut en werkte gelijktijdig aan haar proefschrift ("Activation and transcription of surface antigen genes in trypanosomes") waarop ze in 1985 cum laude promoveerde bij Piet Borst in Amsterdam. In 1985 volgde een postdoctorale positie bij Harold Varmus aan de Universiteit van Californië in San Francisco en in 1990 kreeg De Lange de beschikking over een eigen laboratorium aan de Rockefeller-universiteit in New York waar ze tevens universitair docent werd. In 1997 werd De Lange benoemd tot hoogleraar en sinds 1999 is zij begiftigd hoogleraar (Leon Hess professorship) aan de Rockefeller-universiteit. In 2011 werd zij ook codirecteur van het Anderson Center for Cancer Research dat aan de Rockefeller-universiteit is gelieerd.

## Wetenschappelijk onderzoek
Tijdens haar masterstudie werkte De Lange met haar mentor Richard Flavell in het National Institute for Medical Research waar ze haar doctoraalscriptie voltooide over DNA-translocatie in γβ-thalassemie, een uiterst zeldzame vorm van thalassemie. Haar onderzoek identificeerde een γβ-thalassemiepatient met DNA-translocatie die inactivatie van het β-globine-gen teweeg bracht.
De Lange's belangstelling voor telomeren werd gewekt toen ze aan haar proefschrift werkte in het Nederlands Kanker Instituut. Telomeren groeiden geleidelijk uit tot het belangrijkste aandachtsveld van haar onderzoek. Na het verkrijgen van haar doctorsgraad in 1985, bekleedde De Lange in de periode 1985-1990 een postdoctorale positie aan de Universiteit van Californië in San Francisco, in het laboratorium van Harold Varmus. Daar zette ze haar onderzoek voort en ontdekte dat spermacellen telomeren bezitten die verschillende kilobaseparen langer zijn dan somatische cellen. Ook ontdekte ze dat tumorcellen veel kortere telomeren bezitten. Door dit onderzoek kon de rol van telomeren bij veroudering en tumorontwikkeling worden vastgesteld. Telomeren zijn repeterende nucleotide sequenties aan de uiteinden van chromosomen die deze beschermen tegen onjuiste DNA-reparatieprocessen. Naarmate mensen ouder worden, zullen telomeren geleidelijk korter worden bij elke DNA-replicatieronde omdat de DNA-sequentie niet volledig wordt gerepliceerd. De chromosoomuiteinden worden langs verschillende wegen bedreigd: door DNA-schadesignalen geassocieerd met ATM of ATR kinase, evenals door reparatiemechanismen van dubbelstrengige breuken, niet-homologe samenvoeging van uiteinden of homologie-gestuurde reparatie.
Aan de Rockefeller-universiteit spitste De Lange's onderzoek zich toe op het identificeren van met telomeren geassocieerde eiwitten en hun rol bij de bescherming van telomeren tegen schadelijke DNA-reparatieprocessen. De eerste onderzoeksjaren richtte ze zich vooral op de identificatie van de belangrijkste eiwitcomponenten van menselijke telomeren. In 1995 identificeerde en zuiverde ze het eiwit Telomeric-repeat binding factor protein 1 (TRF1). Met assistentie van Bas van Steensel, deed De Lange onderzoek naar met telomeren geassocieerde eiwitten. Ze ontdekte dat TRF1 cruciaal is voor het reguleren van de lengte van telomeren. Op basis van haar onderzoeksbevindingen stelde ze dat TRF1 de werking van telomerase tegenhoudt. Telomerase is een RNA-afhankelijke DNA-polymerase dat in staat is telomeren te verlengen en essentieel is voor het onderhoud van telomerisch DNA. Telomerase kan het korter worden van telomeren tijdens het DNA-replicatieproces tegengaan. De Lange en van Steensel ontdekten ook het eiwit TRF2 dat, naast andere functies, het fuseren van de uiteinden van telomeren voorkomt. Samen met Jack Griffith ontdekte De Lange de T-lus-structuur van telomeren. Dit kwam aan het licht door electronenmicroscopie, waarmee kon worden aangetoond dat lineair telomerisch DNA door TRF2 kan worden gevormd tot duplexe lussen (T-lussen). Deze architectuurverandering zorgt ervoor dat TRF2 de uiteinden van telomeren kan sekwestreren; door het bedekken van overhangende enkelvoudige DNA-strengen kunnen telomeren worden beschermd. Dit mechanisme biedt bescherming tegen ongewenste activatie van DNA-schadecontrolepunten door natuurlijke chromosoomuiteinden. Eerder onderzoek had uitgewezen dat naast het beschermen van de chromosoomuiteinden, telomerische complexen de cellen ook in staat stellen een onderscheid te maken tussen DNA-breuken en natuurlijke chromosoomuiteinden.
In 2005 ontdekte De Lange dat een zestal telomere eiwitten een dynamisch eiwitcomplex vormen dat ze shelterin noemde, naar de functie die het vervult bij de bescherming van chromosoomuiteinden. De zes shelterin-subeenheden zijn TRF1, TRF2, TIN2, Rap1, TPP1 en POT1. Shelterin-subeenheden zijn niet de enige eiwitten die associëren met telomeren, maar ze verschillen van andere eiwitten omdat ze voldoen aan een aantal criteria: niet-accumulatie in gebieden buiten de chromosoomuiteinden, hun functie beperkt zich tot telomeren en ze zijn bij telomeren aanwezig gedurende de gehele celcyclus. Het shelterin-complex zorgt ervoor dat telomeren in wezen verborgen blijven voor DNA-schadebewaking; zonder deze bescherming zouden DNA-schadebewakingmechanismen de chromosoomuiteinden aanzien voor beschadigd DNA.
De Lange's wetenschappelijk werk heeft bijgedragen aan een beter begrip van genoomonderhoud en de ontwikkeling van kankercellen. Haar onderzoekswerk heeft de aandacht gevestigd op de cruciale rol die telomeren spelen bij veroudering en tumorontwikkeling, en daarmee het telomerenonderzoek een belangrijke impuls gegeven.

## Erkenning
De Lange ontving verschillende onderscheidingen en prijzen voor haar werk, waaronder de Paul Marks Prize for Cancer Research (2001), Massachusetts General Hospital Cancer Center Prize in (2008), AACR Clowes Memorial Award (2010), Vanderbilt Prize in Biomedical Science (2011), Vilcek Prize in Biomedical Science (2011), Dr. H.P. Heinekenprijs voor Biochemie en Biofysica (2012), Breakthrough Prize in Life Sciences (2013), Gairdner International Award (2014) en Rosenstiel Award (2017). Ook ontving ze eredoctoraten van de universiteiten van Utrecht (2003), Chicago (2015) en Groningen (2019).
Ze is lid van verschillende wetenschappelijke vakgenootschappen, waaronder de Koninklijke Nederlandse Akademie van Wetenschappen (KNAW), National Academy of Sciences (NAS), American Academy of Arts and Sciences (AAAS) en Europese Organisatie voor Moleculaire Biologie (EMBO).
- Base de données des élites suisses: 71526
- Bibliothèque nationale de France: cb150442993 (data)
- Gemeinsame Normdatei: 1226911536
- International Standard Name Identifier: 0000 0003 8834 9604
- Library of Congress Control Number: n99803172
- Nationale Bibliotheek van Israël: 987007434358605171
- Nederlandse Thesaurus van Auteursnamen: 070716587
- ORCID: 0000-0002-9267-367X
- ResearcherID: B-8263-2011
- Système universitaire de documentation: 106945173
- Virtual International Authority File: 46100342
- WorldCat: E39PBJgCQhX9t8WpwyxjrjVjYP